# 孔家庄站
孔家庄站位于河北省张家口市万全区孔家庄镇，建于1909年。离北京站217公里，离包头站615公里。距上行车站张家口南站13公里，距下行车站王玉庄站8公里。该站隶属北京铁路局。办理客运业务和货运业务，为三等车站。